# Kontinentalsperre

Europa im Jahre 1812
Französisches Kaiserreich
An der Kontinentalsperre teilnehmende Satellitenstaaten Frankreichs (Spanien, Rheinbund, Königreich Neapel, Königreich Italien, Schweiz und Herzogtum Warschau)
Sonstige an der Kontinentalsperre teilnehmende Staaten (Russland, Österreich, Preußen, Dänemark-Norwegen und Schweden)

Die Kontinentalsperre (französisch blocus continental, englisch continental system) war eine von Napoleon am 21. November 1806 in Berlin verfügte Wirtschaftsblockade über das Vereinigte Königreich und dessen Kolonien. Das in Frankreich schon 1796 bestehende Importverbot für britische Waren wurde infolge der militärischen Siege Napoleons auf die kontinentaleuropäischen Staaten ausgeweitet. Großbritannien sollte mit den Mitteln des Wirtschaftskrieges zu Verhandlungen mit Frankreich gezwungen und die französische Wirtschaft gegen europäische und transatlantische Konkurrenz geschützt werden. Die Kontinentalsperre bestand von 1806 bis 1813.

## Vorgeschichte (1796–1806)
Die Kontinentalsperre bildete den Höhepunkt einer langen Geschichte der Rivalität zwischen Frankreich und Großbritannien. Seit mehreren Jahrhunderten hatten beide Länder wiederholt Kriege gegeneinander geführt und ab dem Ende des 17. Jahrhunderts eine merkantilistische Wirtschaftspolitik verfolgt. Zölle und Wirtschaftsblockaden gegen andere Länder gehörten selbst in Friedenszeiten zur gängigen Praxis. Dies war auch 1793 der Fall, als sich das revolutionäre Frankreich im Krieg mit Großbritannien befand. Beide Seiten ließen einen Wirtschaftskrieg eskalieren. So verhängte Großbritannien 1793 eine Seeblockade gegen den französischen Hafen in Brest. Die französische Regierung ihrerseits untersagte im selben Jahr den Import von britischen Manufakturwaren. Die Grundlage für Napoleons Wirtschaftspolitik gegenüber England legte bereits das Direktorium: Ein Gesetz vom 31. Oktober 1796 erklärte, „aus dem Ausland importierte Ware, woher sie auch stamme“ gelte automatisch als englisch und dürfe nicht nach Frankreich eingeführt werden. Das Direktorium legte das Gesetz jedoch nicht so streng aus wie Napoleon, der überhaupt keinen Import nach Frankreich mehr zulassen wollte. Wegen seiner militärischen Eroberungen konnte Napoleon das Importverbot und die Beschlagnahmung von britischen Gütern auch in besetzten Gebieten und mit Frankreich verbündeten Staaten durchsetzen. 1803 ließ er ein entsprechendes Embargo in der Italienischen Republik in Kraft treten. Zwischen April 1803 und Juni 1806 folgten Verträge mit Portugal, Holland, Spanien, Neapel und Preußen. Da diese Staaten seine Handelsblockade nicht freiwillig unterstützten, setzte Napoleon zur Kontrolle das Militär ein. Mehrfach kam es dabei sogar zu gewaltsamen Konfrontationen zwischen französischen Truppen und der einheimischen Bevölkerung. Ebenfalls in diese Zeit fällt die Neuenburger Affäre, die den Handel mit der Schweiz betrifft.
Großbritannien hatte bereits im Jahr 1793 eine Seeblockade über französische Hafenstädte verhängt. Auf diese Weise sollte Frankreich von seinem Überseehandel abgeschnitten werden. Im Berliner und Mailänder Dekret rechtfertigte Napoleon seine Kontinentalsperre damit, dass Großbritannien gegen das Völkerrecht verstoßend die internationale Handelsschifffahrt gefährde und Privateigentum beschlagnahmt habe. Zum konkreten Anlass für die Kontinentalsperre wurde jedoch die Seeschlacht von Trafalgar am 21. Oktober 1805, in deren Folge Napoleon seine Invasionspläne in Großbritannien fallen ließ. Dem französischen Kaiser blieb nur noch die Option, Großbritannien auf wirtschaftlichem Wege zu bezwingen. Immerhin wurde fast ein Drittel des britischen Exports und 15 % der britischen Industrieherstellung nach Kontinentaleuropa gehandelt. Die britischen Inseln waren von Getreideimporten aus dem Baltikum abhängig. Napoleon hoffte auch, die britische Kriegsmarine von ihrem wichtigsten Baumaterial Holz abschneiden zu können. Tatsächlich hatte Großbritannien seinen Holzbedarf bisher durch Lieferungen aus Russland und dem Ostseeraum decken können. Seit der Kontinentalsperre bezog es Holz hauptsächlich aus Kanada.

## Beschlüsse

### Berliner Dekret vom 21. November 1806

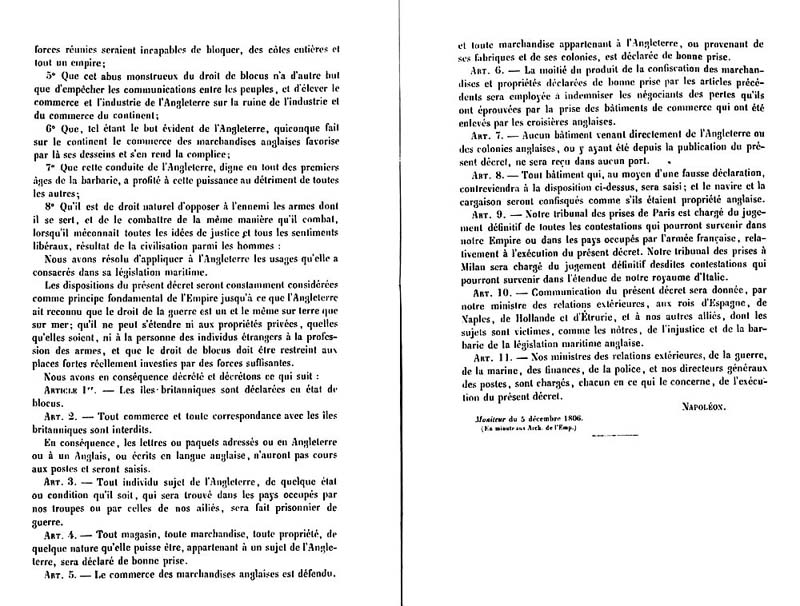
Wortlaut des
Berliner Dekrets, mit dem Napoleon 1806 die Kontinentalsperre verhängte

Die militärischen Erfolge Frankreichs im Jahr 1806 begünstigten die Errichtung einer Kontinentalsperre: Mit der Besetzung von neutralen Hansestädten brachte Napoleon die norddeutsche Küste unter seine Kontrolle – jene Region, über die Großbritannien den Großteil seines Europahandels abwickelte. Auch Preußen hatte Napoleon durch die Schlacht bei Jena und Auerstedt besiegt. In der von französischen Truppen besetzten preußischen Hauptstadt Berlin verordnete Napoleon seine Kontinentalsperre. Das sogenannte Berliner Dekret vom 21. November 1806 sollte sofort in Spanien, dem Königreich Italien, Holland und den Hansestädten umgesetzt werden.
Es besteht aus zwei Teilen: Bei dem ersten Teil handelt es sich um eine „Aufzählung“ von Beschwerden, die die 11 Artikel beziehungsweise die Bestimmungen der Kontinentalsperre im zweiten Teil rechtfertigen sollen. Im ersten Teil des Berliner Dekrets behauptet Napoleon, die britische Seeblockade differenziere nicht zwischen zivilen Handels- und militärischen Kriegsschiffen. Unter Berufung auf das Eroberungsrecht hätten die Briten de jure nur Staatseigentum beschlagnahmen dürfen. Stattdessen hätten sie selbst vor Privateigentum nicht Halt gemacht. Außerdem sei eine Seeblockade auf militärisch „befestigte Hafenstädte“ zu beschränken. Großbritannien habe sich aber das Recht herausgenommen, selbst Häfen zu blockieren, in denen keine Kriegsschiffe ankerten. Selbst Flussmündungen und weite Strecken der französischen Küste seien von der britischen Seeblockade nicht ausgenommen. Zugleich betont der erste Teil, dass es vergeblich sei, Frankreich einkreisen zu wollen, da dafür Großbritanniens Kräfte nicht ausreichend seien. Von den elf Artikeln im zweiten Teil hält Diedrich Saalfeld folgende für besonders aussagekräftig:
1. Über die britischen Inseln wird der Sperrzustand verhängt.
2. Aller Handel und alle Correspondenz nach den Britischen Inseln ist verboten.
3. Für das zukünftige Fernbleiben englischer Kaufleute vom Kontinent ist noch hervorzuheben, daß britische Staatsangehörige von den Militärbehörden festzunehmen und als Kriegsgefangene zu behandeln seien.
4. Alle Vorräte, Magazine und Waren, die aus England, aus seinen Fabriken und Kolonien kamen, sowie jedes Eigentum, das englischen Untertanen gehörte, werden für „gute Prise“ erklärt.
5. Jeglicher Handel mit „englischen“ Gütern ist untersagt.
6. Die Einnahmen, die sich aus der Konfiszierung der Güter ergeben, werden zur Hälfte den Kaufleuten erstattet.
7. Kein Schiff aus England oder seinen Kolonien darf in irgendeinem Hafen anlegen.

Mit dem Berliner Dekret verband Napoleon, wie er es selbst ausdrückte, die Hoffnung „das Meer durch die Macht des Landes zu besiegen“.

### Mailänder Dekrete von 1807
Das Berliner Dekret wurde durch die Mailänder Dekrete vom 11. November und 17. Dezember 1807 erweitert. Diese verfügten, dass alle Schiffe, unbeachtlich der geführten Flagge, die in Großbritannien angelegt hatten oder sich britischen Kontrollen unterworfen hatten, sofort inklusive der Fracht zu beschlagnahmen wären. Das Berliner Dekret hatte sich hingegen nur auf Schiffe bezogen, die unmittelbar zuvor aus Großbritannien abgelegt hatten. Dies ermöglichte bis zu den Mailänder Dekreten den legalen Handel britischer Waren über skandinavische oder US-amerikanische Schiffe. Die Mailänder Dekrete reagierten außerdem auf ein britisches Dekret vom 11. November 1807, das als Gegenmaßnahme zu dem Berliner Dekret den Seehandel mit Frankreich beeinträchtigen sollte: Neutrale Handelsschiffe mussten zuerst in England anlegen und eine Abgabe zahlen, bevor sie nach Frankreich fahren durften. Vor und nach dem Aufenthalt in Frankreich mussten entsprechende Zölle entrichtet werden; jeweils 25 % auf den Wert der Fracht. Das britische Dekret weitete darüber hinaus die Seeblockade auf Staaten aus, die in Kriegszeiten mit Frankreich verbündet waren.

### Dekrete von Saint-Cloud und Trianon
Mit der Zeit trug die Kontinentalsperre sowohl zu Spannungen mit den Vereinigten Staaten von Amerika, als auch innerhalb der französischen Bevölkerung bei. Napoleon reagierte darauf im Jahr 1810 mit den Dekreten von Saint-Cloud und Trianon. Unter bestimmten Voraussetzungen ließ er die Einfuhr von britischen Kolonialwaren wie Kaffee, Baumwolle und Zucker nach Frankreich wieder zu. Das im Juli 1810 erlassene Dekret von Saint-Cloud schrieb vor, dass Schiffseigner und Händler gegen eine hohe Bezahlung an den französischen Staat entsprechende Lizenzen erhalten konnten. Auch in von Frankreich annektierten Gebieten wie dem ehemaligen Königreich Holland und den Hansestädten konnten auf diese Weise wieder eingeschränkt Handel mit Großbritannien getrieben werden. Allerdings war dies mit scharfen Kontrollen verbunden. Wurden keine entsprechenden Lizenzen ausgestellt, konnte, wie das im August 1810 folgende Dekret von Trianon bestimmte, die Ware mit Zöllen noch nachträglich legalisiert werden. Es bestand die Möglichkeit, diesen Zoll auch in Form von Naturalabgaben zu entrichten, die dann in Frankreich auf den Märkten weiterverkauft wurden. Der vom Trianon-Dekret eingeführte Zoll auf Kolonialwaren betrug 40–50 % des Warenwerts, auch die US-amerikanischen Produkte wurden davon nicht ausgenommen. Dies diente auch dem Preisausgleich zwischen Frankreich und anderen europäischen Staaten, denn außerhalb Frankreichs wurden Kolonialwaren meist zu niedrigeren Preisen verkauft. Das Dekret von Trianon schuf damit auf dem Kontinent eine einheitliche Zollbestimmung für Kolonialwaren und Baumwolle. Ein Vorteil der Sonderbestimmungen von Saint-Cloud und Trianon aus Sicht der europäischen Staaten waren zusätzliche Einnahmen durch die Zölle, die sonst in den Schmuggel geflossen wären. Die ebenfalls in den Dekreten festgelegte Erlaubnis von französischen Getreideausfuhren nach Großbritannien untergrub jedoch die eigentliche Funktion der Kontinentalsperre. Hinzu kam, dass die Preise für Kolonialwaren durch die verhängten Zölle zu hoch blieben, was die französische Wirtschaft nach wie vor schädigte.

## Umsetzung und Wirksamkeit

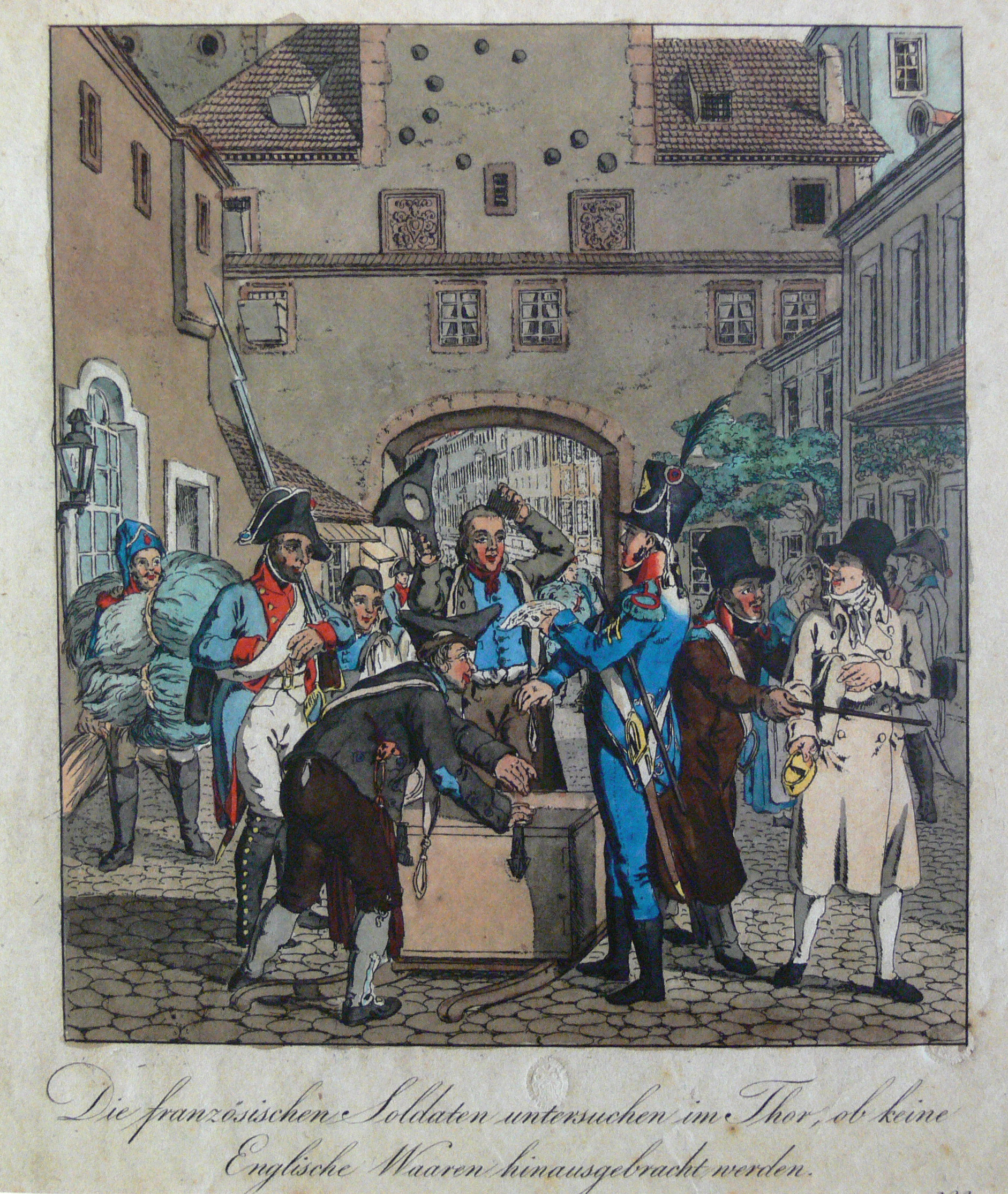
Französische Soldaten inspizieren Waren in Leipzig 1806

Zur Kontrolle der Kontinentalsperre schickte Napoleon französische Zollbeamte in besetzte oder neutrale Staaten. Im Jahre 1806 entstand so eine Zolllinie vom Rhein im Königreich Holland bis an die norddeutsche Küste nach Travemünde. Im Juli 1809 wurde zusätzlich eine Zolllinie von Cuxhaven entlang der Unterweser bis nach Rees am Rhein errichtet. Auf dieser Strecke wurden zwischen Bremen und der Wesermündung 40 französische Zollbeamte eingesetzt. Ein Zollbeamter war für etwa zwei Kilometer Strecke verantwortlich. Zur zusätzlichen Absicherung marschierten französische Truppen ein; zuerst im Herzogtum Mecklenburg im November 1806 und dann in Schwedisch-Pommern im Juli 1807.
Zur Durchsetzung der Kontinentalsperre wurde 1808 der Kirchenstaat dem französischen Staat einverleibt, 1810/1811 folgten die Annexionen des Königreichs Holland, des Fürstentums Salm, des Herzogtums Arenberg-Meppen, des Herzogtums Oldenburg, der Hansestädte Bremen, Hamburg und Lübeck sowie von Teilen des Fürstentums Lübeck, des Königreichs Westphalen und des Großherzogtums Berg.
Zum Teil kam es zu öffentlichen Verbrennungen von britischen Waren. Der nach Roger Dufraisse eindrucksvollste Vorfall ereignete sich in Frankfurt am Main im Jahre 1810. Frankfurt kontrollierte den Schmuggelhandel mit britischen Waren nach Südwesteuropa, was Napoleon nicht verborgen blieb. Am 8. November 1810 ordnete er dort zur Abschreckung die Verbrennung sämtlicher britischen Manufakturwaren an. Diese Waren im Wert von 800.000 Gulden endeten jedoch nur zu etwa 10 % in den Flammen, da die französischen Beauftragten sich als bestechlich erwiesen. Insgesamt fanden zwischen dem 17. und 27. November 1810 vier große Verbrennungen auf dem Frankfurter Fischerfeld statt. Noch schwerer als innerhalb des europäischen Binnenlandes erwies sich die Umsetzung auf See: Nach der Schlacht von Trafalgar besaß Napoleon keine ausreichend große Flotte mehr, um die weiträumige Küste des Kontinents „abzusperren“. Von dieser Entwicklung profitierte vor allem Helgoland. Die Insel wurde 1807 von Großbritannien besetzt und stieg zu einer wichtigen Hochburg des Schmuggels auf. Wickelten im Jahr 1807 nur vier Händler ihre Geschäfte auf Helgoland ab, waren es im Jahr 1813 mehr als 140. Im Jahr 1814 – nach dem Ende der Kontinentalsperre – ging ihre Zahl auf acht zurück. Neben den britischen Kaufleuten sind auch Namen von Hamburger Händlern überliefert, die Lagerhäuser auf Helgoland erbauen ließen.
Die Wirksamkeit der Kontinentalsperre variierte zwischen dem Norden und Süden Europas. Die französische Truppenpräsenz an der Nord- und Ostsee ermöglichte eine effektivere Unterbindung des Schmuggels als im Mittelmeerraum. Dort besaßen die Briten auf Malta und Gibraltar, aber auch auf Sardinien und Sizilien Marinestützpunkte, von denen aus die Kontinentalsperre unterwandert werden konnte. Vor der Kontinentalsperre exportierte Großbritannien in etwa doppelt so viele Güter nach Mittel- und Westeuropa wie in den Mittelmeerraum. Während der Kontinentalsperre aber vervierfachte sich das Exportvolumen mit den mediterranen Ländern. Der britische Export mit den nördlichen europäischen Ländern machte im Verhältnis zum Mittelmeerraum nur noch 1:5 aus. Mit dem französischen Spanienfeldzug tauchte ab 1808 ein weiteres Loch in der Kontinentalsperre auf.

## Folgen
Die Kontinentalsperre hatte widersprüchliche Folgen für den Handel. Nicht alle Bereiche der Wirtschaft wurden gleichermaßen entweder beeinträchtigt oder begünstigt. In Großbritannien blieb die Einfuhr von Gütern aus den Kolonien unberührt, während es in der Textil- und Holzversorgung zu Engpässen kam. Frankreich verlor den wirtschaftlichen Zugriff auf seine Kolonien. In der Folge gingen beispielsweise die Zuckerraffinerien ein. Andererseits führte der Wegfall der englischen Konkurrenz in der französischen Baumwollindustrie zu einem Aufschwung. Die Folgen der Kontinentalsperre unterschieden sich nicht nur zwischen Staaten, sondern auch zwischen einzelnen Wirtschaftsbereichen und Regionen. Während die auf einen überseeischen Handel ausgerichteten Betriebe litten, profitierte der Binnenmarkt. Von bedeutenden Hafenstädten wie Hamburg verlagerte sich der Export in kleinere Häfen, in denen weniger Kontrollen betrieben wurden und damit bessere Bedingungen für den Schmuggel herrschten. Auch die großen Handelsmessen in Leipzig und Frankfurt am Main mussten starke Einbußen hinnehmen. Da die von den französischen Besatzern erhobenen Kontributionen die Kaufkraft der Bevölkerung schmälerten, ging die Nachfrage an Luxusgütern zurück, die den Hauptreiz der Handelsmessen darstellten. Die Kontinentalsperre hatte auch langfristig Folgen für das europäische Wirtschaftsgefüge. So sind einige Historiker (z. B. Ute Planert) der Ansicht, dass die Kontinentalsperre den Wohlstand von den Städten der Atlantikküste an den Rhein verlagerte.

### Großbritannien
Der Anspruch von Artikel I des Berliner Dekrets, nämlich die Verhängung eines Blockadezustandes über die britischen Inseln, ließ sich nur rudimentär umsetzen. Frankreich verfügte nicht über die notwendige Flottenstärke, um Großbritannien von seinen Kolonien abzuschneiden oder dem Land den Zugang zu den Weltmeeren zu verwehren. Die Kontinentalsperre blieb de facto allein auf Teile Europas beschränkt. Im Gegensatz zu Frankreich konnte Großbritannien als Seemacht sein Kolonialreich ausbauen. Es gewann einige Inseln im Pazifik und ganz Indien hinzu. Trotz seiner kolonialen Besitzungen und Dominanz auf den Weltmeeren blieb Großbritanniens Handelsbilanz von der Kontinentalsperre nicht völlig unbeeinträchtigt. Zwischen den Jahren 1781 und 1802 konnte das Land seinen Güterexport pro Jahr noch durchschnittlich um 6,4 % steigern. Zwischen 1802 und 1814 wuchs die Exportrate nur noch durchschnittlich um 3,4 % pro Jahr. Dieser Rückgang ging nicht nur auf die Kontinentalsperre zurück. Auch die Beteiligung an den napoleonischen Kriegen setzten die britische Wirtschaft unter Druck. Insgesamt fand eine Verlagerung des britischen Exportmarktes statt, wobei Süd- und Mittelamerika stark an Bedeutung gewannen. Zwischen den Jahren 1808 und 1814 entsprach das britische Exportvolumen dorthin annähernd dem in die Vereinigten Staaten von Amerika. Aber selbst nach Kontinentaleuropa riss der Handel nie vollständig ab.
Besonders problematisch war die Abhängigkeit der britischen Inseln von Getreide aus Kontinentaleuropa. Der längere Transport aus Osteuropa ließ die Weizenpreise um das Dreifache ansteigen. Hungerunruhen waren die Folge. Die Kontinentalsperre trug ebenfalls zu einer Abwertung des Pfund Sterling bei. Zwischen 1808 und 1810 verlor die britische Währung im Vergleich zum französischen Franc und dem Hamburger Schilling um 15 % an Wert. Die hervorgerufenen Teuerungen trafen vor allem die wirtschaftlich schwächeren Sozialschichten Großbritanniens. Sie waren durch die Mechanisierung insbesondere der Webereien akut von Arbeitslosigkeit bedroht und von Niedriglöhnen betroffen. Dies machte sie anfällig für Streikbewegungen. Im Bezirk Manchester unterbrachen im Jahr 1808 60000 Baumwollarbeiter ihre Arbeit. Brandlegungen und Erstürmungen von Fabriken häuften sich so sehr, dass das britische Parlament ein Gesetz verabschiedete, das die Zerstörung von Maschinen mit dem Tod ahndete. 18 Maschinenstürmer wurden allein in Yorkshire hingerichtet.
Von 1810 bis 1814 lockerte Napoleon seine Kontinentalsperre. Er sah in einem kontrollierten Schmuggel die Chance, Großbritanniens Wirtschaft zu ruinieren. Als Anhänger der Theorie des Bullionismus ging Napoleon davon aus, dass Großbritannien in eine schwere Wirtschaftskrise geraten würde, wenn nur genügend Goldreserven die Insel verlassen würden. Um dieses Ziel zu erreichen, öffnete der französische Staat die Häfen von Dünkirchen und Gravelines für englische Schmuggler, die entsprechende Lizenzen erwarben. Die englischen Schmuggler brachten mit ihrer Bezahlung Gold nach Frankreich, was vor allem Napoleons kostspieligen Feldzug auf der Iberischen Halbinsel finanzieren sollte. In Gravelines kauften bis zu 300 Schmuggler französische Textilien, Branntwein und Gin auf. Darüber hinaus zeigten sich bereits ab 1809 sowohl die französische als auch die britische Regierung bereit, in Ausnahmefällen legalen Handel zwischen den beiden Ländern zu erlauben. So war Großbritannien nach der Missernte von 1809 dringend auf französische Getreideimporte angewiesen. Umgekehrt musste die französische Regierung in der schweren Wirtschaftskrise von 1810 ein Interesse daran haben, den Mangel an Kolonialwaren und Rohstoffen abzuschwächen. Dies fand auch seinen Ausdruck in den bereits erwähnten Dekreten von Saint-Cloud und Trianon.

### Frankreich
Kurzfristig profitierte Frankreich von der Kontinentalsperre. Der Wegfall der englischen Konkurrenz zwang die im französischen Einflussgebiet liegenden Staaten zunächst tatsächlich dazu, französische Waren zu erwerben. Die napoleonischen Kriege bewirkten jedoch gleichzeitig eine Verschuldung der potenziellen Käuferschaft und damit einen Rückgang des französischen Absatzes. Zudem brach der französische Kolonialhandel durch die britische Seeblockade zusammen. 1810/1811 kam es damit einhergehend zu einer schweren Wirtschaftskrise, die mit zum Niedergang des Französischen Kaiserreiches beitragen sollte. Zu den Verlierern der Kontinentalsperre gehörten Hafenstädte wie Bordeaux. Dort waren im Jahr 1807 noch 43 % der Besatzungen ausländischer Herkunft gewesen. 1808 fiel ihr Anteil auf 2 % zurück. In allen französischen Hafenstädten stieg die Anzahl der Arbeitslosen massiv. Erhaltene Beschwerden der Kaufleute zeigen, dass ein Erwerb der Sonderlizenzen viel Zeit in Anspruch nahm und mit hohen Kosten verbunden war. Den französischen Kaufleuten der Hafenstädte blieben jedoch durchaus Spielräume. So scheinen falsche Angaben über Schiffsladungen in Bordeaux meist folgenlos geblieben zu sein, da das geringe Aufgebot an Zollbeamten und Polizisten keine effizienten Kontrollen erlaubte oder sich die verantwortlichen Behörden als bestechlich erwiesen. Die Kaufleute litten aufgrund ihrer Aktivitäten im illegalen Handel am wenigsten unter den Beschränkungen der Kontinentalsperre. Das französische Binnenland war weniger von dem Welthandel abhängig als die Küstenregionen. Es profitierte von der Neuausrichtung der Handelswege und den verbesserten Exportmöglichkeiten über Alpen und Rhein hinweg. Städte wie Paris und Lyon erlebten einen Aufschwung. Die französische Hauptstadt konnte ihre Bedeutung als Zentrum von Luxuswaren, Modeartikeln und Baumwollverarbeitung ausbauen, ebenso wie Lyon seine Stellung in der Seidenindustrie. Über das an der Ostgrenze des Französischen Kaiserreiches gelegene Straßburg lief unter den Bedingungen der Kontinentalsperre bis zu einem Drittel des gesamten französischen Exports und Imports.
Um den Rückgang und die hohen Preise von britischen Kolonialwaren und Rohstoffen zu kompensieren, arbeiteten Chemiker, Techniker und Pharmazeuten auf dem Kontinent an pflanzlichen Ersatzstoffen. Bohnenkaffee sollte durch Zichorienpulver, Rohrzucker durch Zuckerrüben und der blaue Farbstoff Indigo durch Färberwaid ersetzt werden. Besonders in Frankreich und Deutschland schuf dies Grundlagen für eine spätere Chemieindustrie. Obwohl schon Mitte des 18. Jahrhunderts bekannt war, dass aus Runkelrüben Zucker gewonnen werden konnte, bestand vor der Kontinentalsperre kein nennenswerter Bedarf zum Anbau des einheimischen Gewächses. Insbesondere die französische Kolonie Saint-Domingue versorgte den Kontinent mit Rohrzucker. Während eines Sklavenaufstandes gelang es der Kolonie jedoch, die französische Herrschaft abzuschütteln und sich für unabhängig zu erklären. Daraufhin brach der Zuckerhandel auf dem Kontinent zusammen. Eine Reihe von Naturwissenschaftlern bemühte sich auf die Verknappung des Zuckers zu reagieren. Dazu gehörte auch Franz Carl Achard, der durch Züchtung den Zuckergehalt der Runkelrübe erheblich steigern konnte. Von solchen Erfolgen erfuhr auch Napoleon. In einem Dekret vom 25. März 1811 befahl er in Frankreich den Anbau von Zuckerrüben auf einer Fläche von insgesamt 32000 Hektar. Sechs Experimentierschulen sollten die Bearbeitung beaufsichtigen und verbessern. So existierten bereits im Jahre 1812 150 Zuckerrübenfabriken in Frankreich. Während in den deutschen Staaten die Zuckerrübenfabrikation nach dem Ende der Kontinentalsperre unrentabel wurde, konnte sie sich in Frankreich dank eines neuen Schutzzolls behaupten.

### Niederlande
Für die Niederlande als Handelsnation war die Kontinentalsperre ein schwerer Schlag. Im von 1806 bis 1810 bestehenden Königreich Holland wurde sie vielerorts umgangen. Das erboste Napoleon und war einer der Gründe für die Annexion der Niederlande durch Frankreich 1810. Fortan setzten französische Zollbeamte die Kontinentalsperre rigoros durch. Während in den Jahren vor der französischen Fremdherrschaft im Jahresdurchschnitt rund 4000 Schiffe die vier damals wichtigsten Zufahrten vom Meer zu den Haupthäfen und in die binnenländischen Gewässer, nämlich die Seegatte zwischen der Insel Goeree und Hellevoetsluis, an der Maas-Mündung, das Marsdiep zwischen Texel und Den Helder sowie die Vlie, durchfahren hatten, waren es im Jahr 1810 nur noch 259 Schiffe, die vor allem aus den USA kamen. Die niederländische Wirtschaft lag in den drei Jahren der französischen Herrschaft danieder.

### Bedeutung für die deutsche Industrialisierung
Die Kontinentalsperre wird von vielen Historikern als eine der Voraussetzungen für die frühe Industrialisierung in den deutschen Staaten gesehen. Vor allem die mechanisierte Baumwollindustrie in Sachsen und im Rheinland profitierte vom Wegfall der britischen Konkurrenz. Zwischen 1806 und 1813 stieg die Anzahl der baumwollverarbeitenden Betriebe in Sachsen um das Zwanzigfache. Auch die Tuchindustrie um Lüttich, Aachen und Leiden erfuhr neue Impulse. Der Bedarf der zuvor hauptsächlich aus Großbritannien importierten Wolle konnte durch die Zucht von Merinoschafen in Sachsen und Schlesien gedeckt werden. Zusätzlich mussten die zahlreich einberufenen Soldaten mit Bekleidung versorgt werden. Neben der Textilbranche profitierten auch die Rüstungs- und Eisenindustrie.
Das Zurückgehen der britischen Industriegüter auf dem Kontinent begünstigte außerdem Innovationen im Maschinenbau. Vor allem die neu entstandenen mechanisierten Webereien benötigten Spindeln und Maschinen zum Antrieb. Dies führte zur Gründung mehrerer Fabriken, unter anderem durch Johann Georg Bodmer im ehemaligen Kloster St. Blasien. Außerhalb des Textilsektors kam es durch Georg Christian Carl Henschel in Kassel und Friedrich Krupp in Essen zu Fabrikgründungen während der Kontinentalsperre. Obwohl die Nachfrage an Gussstahl zu diesem Zeitpunkt noch gering war, bot der Wegfall der britischen Konkurrenz für Friedrich Krupp genügend Anreize diese experimentell nachzuahmen. Am 20. November 1811 gründete er eine Gussstahlfabrik.
Zu den negativen Auswirkungen der Kontinentalsperre zählt jedoch der Umstand, dass die deutschen Staaten den Kontakt zum industriell fortgeschrittensten Staat Europas verloren. Hinsichtlich des technischen Entwicklungsniveaus vergrößerte Großbritannien seinen Vorsprung.
Die Kontinentalsperre war nicht die einzige Voraussetzung, die eine Industrialisierung Deutschlands begünstigten. Vor allem die territoriale Neuordnung Deutschlands und staatliche Reformen spielten hier eine Rolle. So entfielen im napoleonischen Zeitalter zahlreiche innerstaatliche Zollgrenzen und es entstanden größere Wirtschaftseinheiten. Weitere Gründe sind die Vereinheitlichung von Maßen und Gewichten sowie die Einführung der Gewerbefreiheit.

## Ende
Die Kontinentalsperre war eine der Ursachen, die zum Russlandfeldzug von 1812 führten. Das Zarenreich war wirtschaftlich nicht nur auf den Export von Holz, Getreide und Hanf angewiesen, sondern auch von dem Import britischer Kolonial- und Industriegüter abhängig. Die russische Währung büßte in Folge der Kontinentalsperre um 25 % an Wert ein. Vor allem die russische Aristokratie, die sich Luxusprodukte wie Kaffee kaum noch leisten und nur wenig Ware von ihren Landgütern exportieren konnte, setzte den Zaren unter Druck, seine Außenhandelspolitik gegenüber Frankreich zu ändern.
Den Vorwand für einen solchen Kurswechsel gab schließlich das 1810 verordnete Dekret von Fontainebleau, in dem Napoleon die Zerstörungspraxis von illegaler Ware aus Großbritannien vorschrieb. Nur wenige Wochen später reagierte der Zar darauf mit einem Erlass. Dies war ihm möglich, da Napoleon Russland im Frieden von Tilsit als gleichberechtigten Bündnispartner anerkannt hatte. Auf dieser Grundlage willigte der Zar ein, der Kontinentalsperre beizutreten. An dieses Versprechen sah sich der Zar jedoch nicht länger gebunden. In dem Erlass vom 31. Dezember 1810 legalisierte der Zar den Schiffshandel unter neutraler Flagge mit britischen Waren in Russland. Zugleich wurden französische Luxuswaren mit hohen Zöllen belegt. Von Russland aus gelangte die britische Fracht in die deutschen Staaten, wodurch die Kontinentalsperre endgültig ad absurdum geführt wurde. Napoleon gliederte daraufhin die Hansestädte und das Großherzogtum Oldenburg in den französischen Staat ein, um mit der unmittelbaren Verfügungsgewalt über die norddeutsche Küste die Kontinentalsperre aufrechtzuerhalten. Da der dabei entthronte Großherzog von Oldenburg ein Verwandter des Zaren war, verschlechterten sich die Beziehungen zwischen Paris und Sankt Petersburg weiter. Napoleon marschierte im Juni 1812 in Russland ein, was eine Reihe von Niederlagen einleitete und zu seinem Sturz führte. Noch Anfang des Jahres 1813 begann sich die Kontinentalsperre faktisch aufzulösen. Am 20. März 1813 hob etwa ein Edikt in Preußen offiziell die Kontinentalsperre auf und verbot den Verbrauch und Handel aller französischen Waren.

## Forschungsgegenstand

### Begriffsdebatte
Im Jahre 1965 begründete der französische Historiker Marcel Dunan in einer Schrift an die Académie des sciences morales et politiques die Forschungsdebatte, ob in der napoleonischen Wirtschaftspolitik zwischen den Begriffen der Kontinentalsperre und des Kontinentalsystems unterschieden werden müsse. Nach Dunan könne unter dem Begriff der Kontinentalsperre lediglich die Schließung des kontinentaleuropäischen Marktes für britische Güter verstanden werden, während das Kontinentalsystem Frankreich eine Monopolstellung im europäischen Handel und der Industrie verschaffen sollte. Die Abgrenzung beider Begriffe befürwortet auch die US-amerikanische Historikerin Katherine Aaslestad. Sie betont, dass unter dem Kontinentalsystem die politische Organisation der Kontinentalsperre gemeint sei. Darunter würden etwa Maßnahmen wie die Grenzziehungen in Norddeutschland oder die personelle Verstärkung der französischen Zollbehörde in Hamburg fallen. Unter der Kontinentalsperre versteht sie den Wirtschaftskrieg gegen Großbritannien an sich. Die Historikerin Elisabeth Fehrenbach ergänzt diese Definition des Kontinentalsystems: Unter dem Begriff Kontinentalsystem sollten nicht nur Umsetzungsmaßnahmen für die Kontinentalsperre verstanden werden, sondern auch die Öffnung des europäischen Marktes für französische Waren. Hierfür setzte Napoleon Handelsverträge mit anderen europäischen Staaten ein. So musste beispielsweise das Königreich Neapel Anfang 1808 zustimmen, nur noch französische Baumwolle zu importieren.
Roger Dufraisse zufolge verhalten sich Kontinentalsperre und Kontinentalsystem supplementär zueinander. Beide Konzepte seien auf Vorstellungen der Französischen Revolution zurückzuführen, die Napoleon wieder aufgriff. Sowohl die Kontinentalsperre als auch das Kontinentalsystem sollten Dufraisse zufolge der Wirtschaft Frankreichs einen Vorrang vor allen anderen Staaten Europas einzuräumen. Das Kontinentalsystem sollte Handelshemmnisse für französische Waren in Kontinentaleuropa abbauen und den französischen Zugriff auf die Bodenschätze und Lebensmittelreserven des Kontinents erleichtern. Vor allem hatten an die Stelle der englischen Produkte, die den kontinentaleuropäischen Handel dominierten, französische Waren zu treten. Die Kontinentalsperre ergänzte hier das Kontinentalsystem, da es Napoleon nicht gelang, England militärisch zu besiegen. Die kontinentaleuropäischen Staaten sollten sich daher dem französischen Importverbot für englische Waren anschließen. Napoleon hoffte damit, den englischen Handel und die englische Industrie so weit beschädigen zu können, dass die englische Regierung Verhandlungen mit Frankreich aufnehmen müsste. Eberhard Weis hält die Abgrenzung der Begriffe Kontinentalsperre und Kontinentalsystem für nicht sinnvoll. Ihm zufolge werde das „système continental“ beziehungsweise das Kontinentalsystem in zeitgenössischen Quellen auch für die Kontinentalsperre verwendet.

### Forschungsperspektiven
Bis in das 21. Jahrhundert hinein prägend blieben zwei Überblicksmonografien aus der ersten Hälfte des 20. Jahrhunderts: Eli F. Heckschers The Continental System. An Economic Interpretation aus dem Jahr 1922 und Francois Crouzets L’économie britannique et le blocus continental 1806–1813 aus dem Jahr 1958. Letzteres Werk beschäftigt sich vor allem mit den wirtschaftlichen Folgen der Kontinentalsperre für Großbritannien. In der zweiten Hälfte des 20. Jahrhunderts erschienen Arbeiten, die überwiegend die Auswirkungen der Kontinentalsperre auf einzelne Regionen oder Wirtschaftsbranchen thematisieren. Bereits in diesen Studien zeichnete sich das Interesse an der Frage ab, „inwieweit Napoleons Wirtschaftspolitik auf dem Kontinent zur Integration Europas beigetragen hat“ (Alix Winter). Die neueste Studie zur Kontinentalsperre wurde 2015 unter dem Titel Revisiting Napoleon’s Continental System. Local, Regional and European Experiences veröffentlicht. Der Sammelband ist die erste große Arbeit seit dem frühen 20. Jahrhundert, die nicht nur Teilaspekte der Kontinentalsperre beleuchtet. Die Arbeit nimmt politische, soziale, ökonomische und publizistische Aspekte in den Blick. Das Plädoyer der Autoren besteht laut Alix Winter darin, die Kontinentalsperre neu zu bewerten: Die Forschung gebe „die Perspektive, die Kontinentalsperre sei in ihrem Ziel, die britische Handelsmacht zu brechen, gescheitert, zugunsten eines differenzierteren Blicks auf die unterschiedlichen Folgen in einzelnen Regionen und Wirtschaftsbereichen“ auf.